# Géfosse-Fontenay
Géfosse-Fontenay é uma comuna francesa na região administrativa da Normandia, no departamento Calvados. Estende-se por uma área de 11,27 km². Em 2010 a comuna tinha 141 habitantes (densidade: 12,5 hab./km²).